# Deiton Baughman
Deiton Baughman (* 23. April 1996) ist ein ehemaliger US-amerikanischer Tennisspieler.

## Karriere
Deiton Baughman spielt hauptsächlich auf der ATP Challenger Tour und der ITF Future Tour. Er feierte drei Einzel- und acht Doppeltitel auf der Future Tour.
Seinen ersten Auftritt auf der ATP World Tour hatte er zusammen mit Martin Redlicki, mit dem er ein Doppelpaar bildete, bei den Sony Open Tennis in Miami im März 2014. Dort verloren sie ihre Erstrundenpartie gegen Ryan Harrison und Jack Sock mit 5:7 und 4:6. Bei den US Open kam er im Doppel zu seinem zweiten und letzten Auftritt auf der World Tour und dem einzigen bei einem Grand-Slam-Turnier. Er unterlag in der ersten Runde.
Er spielte noch bis 2019 ohne Erfolge bei kleineren Turnieren. In Fairfield, seinem letzten Turnier erreichte er im Doppel das Halbfinale.